# Hotel Palace s vrtom u Kaštel Starome
Hotel Palace s vrtom nalazi se na adresi  Kamberovo šetalište 26 u Kaštel Starome, Grad Kaštela.

## Opis
Hotel „Palace“ s parkom nalazi se na položaju zvanom Štalije u Kaštel Starom, a otvoren je 1928. godine. Smješten je usred perivoja koji je alejom čempresa povezan s cestom na sjeveru. Čitav je posjed omeđen kamenim zidom, a južni je ulaz u park naglašen klesanim stupovima s profiliranim završecima i secesijskom aplikacijom. Hotel je izvorno građen kao dvokatnica s istaknutim istočnim i uvučenim zapadnim krilom. Na južnom pročelju monumentalno stubište s balustradom vodilo je do središnjeg ulaza. Bio je opremljen električnom centralom, plesnom terasom, teniskim igralištem i kuglanom. Hotel je dograđen 1947. simetričnim zapadnim krilom.

## Zaštita
Pod oznakom Z-2902 zaveden je kao nepokretno kulturno dobro - pojedinačno, pravna statusa zaštićena kulturnog dobra, klasificirano kao "javne građevine".

## Vanjske poveznice
|  | Zajednički poslužitelj ima još gradiva o temi Hotel Palace s vrtom u Kaštel Starome |